# Sedm pramenů

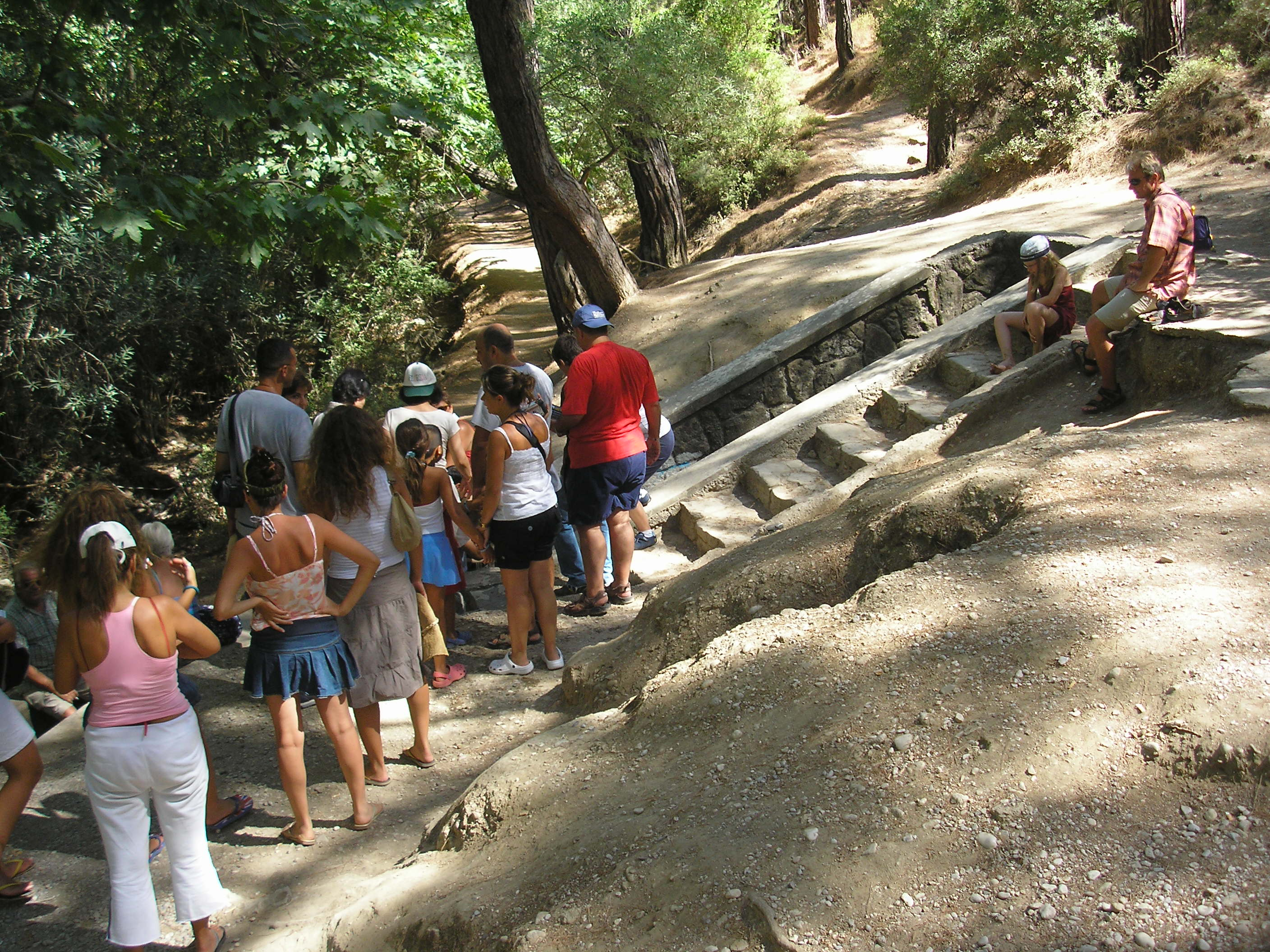
Sedm pramenů: vstup do tunelu

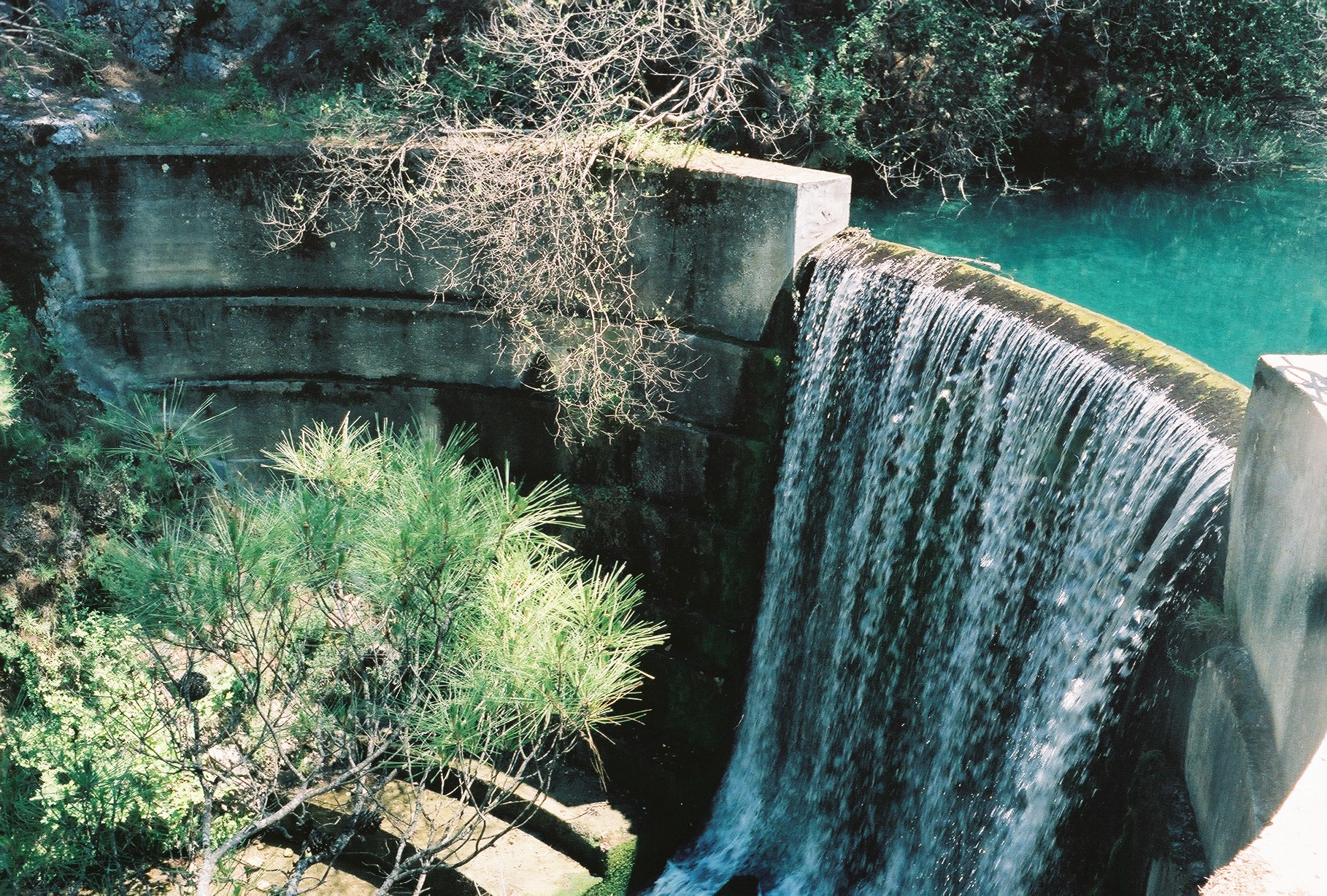
Přehrada s přepadem

Sedm pramenů, řecky Επτά Πηγές s výslovností [ɛpˈta piˈʝɛs]IPA (v latince psáno Epta Piges), je místo s malými mokřady v zalesněné oblasti poblíž Archangelos na východě ostrova Rhodos, mezi sídly Kolymbia a Archipolis v obecní jednotce Afantou. Jedná se o turisticky atraktivní a navíc stále zelenou oblast.
Sedm pramenů se spojuje a vytváří malý potůček, který zavlažuje okolní oblast. Na potoku je jezero s přehradní hrází, vybudované Italy na začátku 30. let 20. století, a dále cca 100 m dlouhý tunel, kterým je vedena do nádrže voda a lze jím pěšky projít. Průchod tunelem je velmi atraktivní turistickou atrakcí, protože v horkém létu je to kromě moře jedna z mála možností, jak se v přírodě zchladit.
V těsné blízkosti pramenů se nachází restaurace a parkoviště pro turisty.